# Frauen und Schule
Frauen und Schule war die Bezeichnung einer autonomen Organisation von Lehrerinnen, Wissenschaftlerinnen und anderen im Bildungsbereich tätigen Frauen.

## Geschichte
Sie hatte sich inhaltlich aus den autonomen Frauenuniversitäten der 1970er Jahre herauskristallisiert und wurde Anfang der 1980er Jahre in Deutschland von Uta Enders-Dragässer und Ilse Brehmer gegründet. In den ersten Jahren wurden jährliche Kongresse an verschiedenen Orten, Gießen, Frankfurt am Main, Bielefeld, München, Kiel, Hamburg, Dortmund, Potsdam oder Berlin, veranstaltet. In den Jahren 1995–1997 gab es eine Renaissance jährlicher Kongresse in Esslingen (1995), Oldenburg (1996) und Kassel (1997). Die Ergebnisse wurden jeweils in Tagungsbänden herausgegeben. Weiterhin wurden in den ersten Jahren durch eine regelmäßig im Frauen-und-Schule-Verlag erscheinende Zeitschrift wichtige Forschungsergebnisse und Positionen zur Gleichstellung der Geschlechter in der Schule verbreitet. Inhalte wie Schulbuchkritik, Mütterbelastung durch schulische Hausaufgaben, Interaktionen von Mädchen und Jungen im Unterricht und Gewalt in der Schule standen im Fokus. Damit wurden innovativ die Genderdimensionen in Schule und Bildungseinrichtungen diskutiert und Impulse für praktische Veränderungen gesetzt.
Später wurden auch vereinzelte Landesverbände gegründet, wie Frauen & Schule Hessen, der sich im September 2020 auflöste.

## Veröffentlichungen

### Kongressbände
- 1. und 2. Bundeskongress 1982/1983 in Gießen und Bielefeld: Ilse Brehmer, Uta Enders-Dragässer (Bearb.): Die Schule lebt – Frauen bewegen die Schule. München: DJI 1984
- 3. Bundeskongress 1984 in Berlin: Irene Block u. a. (Hrsg.): Feminismus in der Schule. Berlin, Frauen-und-Schule-Verlag 1985
- 4. Bundeskongress 1985  in Frankfurt: Frauen Macht Schule. Frankfurt Eigenverlag[2]
- 5. Bundeskongress 1986 in München: Gisela Kindermann u. a. (Hrsg.): Frauen verändern Schule, ISBN 978-3-9801100-2-0[3]
- 6. Bundeskongress 1987 in Kiel: Sigrid Giesche, Dagmar Sachse (Hrsg.): Frauen verändern Lernen, Hypatia Verlag, Kiel 1988, ISBN 978-3-9801799-0-4[4]
- 7. Bundeskongress 1988 in Dortmund: Maria Anna Kreienbaum (Hrsg.): Frauen bilden Macht. Verlag Barbara Weißbach, Dortmund 1989
- 8. Bundeskongress in Hamburg: Renate Luca (Hrsg.): Frauen bilden – Zukunft planen, ISBN 978-3-89370-159-9[5]
- 9. Bundeskongress in Esslingen 1995; Gewerkschaft Erziehung und Wissenschaft, Landesverband Baden-Württemberg (Hrsg.): „Durchbruch zu einer feministischen Bildung“, Bielefeld: Kleine Verlag 1995, ISBN 3-89370-216-4.
- 10. Bundeskongress 1996 in Oldenburg: Astrid Kaiser (Hrsg.): FrauenStärken – ändern Schule, Bielefeld: Kleine Verlag 1996 ISBN 978-3-89370-230-5[6]
- 11. Bundeskongress 1997 in Kassel: Mechthild Lutzau  (Hrsg.): Frauenkreativität macht Schule, Bielefeld: Kleine Verlag ISBN 978-3-89271-763-8[7]
- 12. Bundeskongress in Potsdam: Christin Grohn-Menard, Caren Groneberg (Hrsg.): Frauen und Schule im offenen Raum : Raum für Verwandlung, Bielefeld: Kleine Verlag ISBN 978-3-89370-339-5[8]
- 13. Bundeskongress in Hamburg: Regina Malz-Teske, Hannelore Reich-Gerick (Hrsg.): Frauen und Schule : gestern – heute – morgen, Bielefeld, Kleine Verlag, ISBN 978-3-89370-376-0[9]

## Belege
1. ↑  Frauen & Schule Hessen e.V. (Memento des Originals vom 30. September 2020 im Internet Archive)  Info: Der Archivlink wurde automatisch eingesetzt und noch nicht geprüft. Bitte prüfe Original- und Archivlink gemäß Anleitung und entferne dann diesen Hinweis., auf lfr-hessen.de, abgerufen am 10. Januar 2021.
2. ↑  Frauen Macht Schule : Dokumentation der 4. Fachtagung der AG Frauen + Schule 1985 in Frankfurt. In: Digitales Deutsches Frauenarchiv. Abgerufen am 2. März 2021.
3. ↑  DNB 870722980
4. ↑  DNB 880850906
5. ↑  DNB 920485278
6. ↑  DNB 947510311
7. ↑  DNB 953414485
8. ↑  DNB 959470328
9. ↑  DNB 967811759